# 巴拉南湖
9°8′16″N 122°59′55″E / 9.13778°N 122.99861°E
巴拉南湖是菲律賓的湖泊，由中米沙鄢的東內格羅省負責管轄，面積0.25平方公里，海拔高度237米，湖岸線3.5公里，該湖四周是大片熱帶雨林。